# Sami Saarinen
Sami Saarinen (* 7. April 1978 in Espoo) ist ein ehemaliger finnischer Eishockeyspieler.

## Werdegang
Der Stürmer Sami Saarinen spielte als Jugendlicher für die Vereine Kiekko Espoo und Jokerit Helsinki. Im Jahre 1997 wechselte Saarinen zum belgischen Erstligisten IHC Chiefs Leuven, wo er gleich in seiner ersten Saison in 24 Spielen 61 Tore erzielte. Mit den Chiefs gewann Saarinen 1998 und 2001 den belgischen Pokal. Während der Saison 1999/2000 kehrte er kurzzeitig in seine Heimat zurück und spielte für den Verein EPS Espoo. Im Jahre 2001 wechselte Saarinen zum deutschen Regionalligisten Herforder EC und wechselte noch während der Saison zum Ligarivalen Neusser EV. Er beendete im Jahre 2002 seine Karriere.

## Erfolge
- Belgischer Pokalsieger: 1998, 2001